# Meios de comunicação social
Meios de comunicação social, também conhecidos como meios de comunicação em massa, são todos os tipos de aparatos analógicos ou digitais utilizados para transmitir textos, imagens e áudios para uma massa heterogênea e indeterminada de pessoas. Os meios mais conhecidos são os livros, jornais, revistas, rádio, cinema, televisão, gravações (discos de vinil, fitas cassete, VHSs, cartuchos, CDs, DVDs, blu-rays, cartões de memória etc.), video games e internet. Estes aparatos existem desde o início da civilização humana, na medida em que sistemas de criação, processamento, transmissão e recepção, fazem parte natural dos sistemas sociais de interação humana. O sistema dos meios de comunicação de massa implica organizações geralmente amplas, complexas, com grande número de profissionais e extensa divisão do trabalho. 
O universo dos meios de comunicação implica, segundo Jorge Pedro Souza (2006), a existência de um processo social (em que seres humanos trocam mensagens, através de um canal, dentro de um contexto, com determinados efeitos) e uma atividade social, onde pessoas, imersas em uma determinada cultura, trocam signos e significados. Uma característica básica dos meios de comunicação de massa é o fato de que eles empregam máquinas no processo de mediação da comunicação: aparelhos e dispositivos mecânicos, elétricos e eletrônicos, que possibilitam o registro permanente e a multiplicação das mensagens impressas (jornal, revistas, livro) ou gravadas (disco, rádio) em milhares ou milhões de cópias. 
O fator tecnológico dos meios levou o sociólogo canadense Marshall McLuhan a afirmar que os meios tinham impacto maior do que a própria mensagem sobre os indivíduos. Mcluhan é autor da famosa sentença de que "o meio é a mensagem". Descrita em Os Meios de Comunicação como Extensão do Homem, Marshall Mcluhan afirma que os meios determinam, ao longo da história, o modo como os indivíduos e as sociedades sentem, pensam e vivem. São tecnologias tão poderosas que chegam a moldar a natureza da civilização.  
O advento da internet e das tecnologias digitais de comunicação, no final do século XX, conduziu pensadores como Guy Debord (1967) e Jean Baudrillard (1970) a proclamarem a emergência da sociedade do espetáculo e da era dos Simulacros e Simulações. Para os pensadores franceses, a era das imagens (digitais, virtuais, protéticas) estava a engolir a realidade e a instituir um regime autocrático de falsificação do real. Nada mais possuía natureza original e autêntica do real. O valor de signo havia empurrado o universo ao buraco negro da própria imagem. No mundo da imagem pura, tudo era apenas espetáculo e simulacro. Leandro Marshall observa em "A Hipercomunicação" (2014) que o pensamento de Baudrillard e de Debord denota o sentimento de o universo sagrado imaginário humano estaria dominado e controlado pela inflação de imagens e objetos da sociedade de consumo. A Era do Espetáculo seria a consagração do império da "Hiper-Realidade", território totalmente engolfado pela tecnologização e pela virtualização.

## Evolução histórica
Os primeiros meios de comunicação de massa foram os livros, produzidos artesanalmente desde a antiguidade, mas fabricados, em série, a partir da invenção da prensa, por Gutemberg, na Alemanha, no século XV. O primeiro livro produzido pelo impressor alemão foi a Bíblia de 42 linhas. A prensa permitiu o nascimento dos jornais e das revistas a partir do século XVII. Os dois tipos de meios ganharam sua forma moderna no início do século XX, nos Estados Unidos, e depois na Inglaterra, com a penny press.   
Os meios de comunicação social passaram efetivamente a ter impacto social, sobretudo, no século XX, a partir do advento da Televisão e do Rádio. Os meios eletrônicos dominaram plateias no mundo inteiro e tornaram-se instrumento permanente de emoção, encanto, fantasia e informação  
O avanço da tecnologia permitiu a reprodução em grande quantidade de materiais informativos a baixo custo. As tecnologias de reprodução física, como a imprensa, a gravação de discos de música e a reprodução de filmes seguiram a reprodução de livros, jornais e filmes a baixo preço para um amplo público. Pela primeira vez, a televisão e a rádio permitiram a reprodução eletrônica de informações.
Os meios eram (pelo menos na origem) baseados na economia de reprodução linear: neste modelo, um obra procura render em modo proporcional ao número de cópias vendidas, enquanto ao crescer o volume de produção, os custos unitários decrescem, aumentando a margem de lucro. Grandes fortunas são devidas à indústria da mídia.
Se, inicialmente, o termo "meios de comunicação de massa" se referia basicamente a jornais, revistas, rádio e televisões, no final do século XX a internet também entrou fortemente no setor. Para alguns, também os telefones celulares já podem ser considerados uma mídia.
Sobre a origem da palavra, de acordo com Tania Stoltz (2005, p.147, apud FERREIRA, 1999), mídia vem do inglês media e significa meios de comunicação de massa. Representa o conjunto de ferramentas para a transmissão da informação segundo o dicionário Aurélio e tem origem no latim, medium, meio ou centro.

## Formas de mídia
- Mídia
  - Mídia Transmitida
    - Televisão
      - Produção de televisão

    - Rádio

  - Cinema
    - Filmes
    - Produção Cinematográfica

  - Animação
  - Multimídia
    - Internet
      - Mídias Sociais
      - Blogs
      - Sites

    - Videogames
    - Streaming

  - Mídia Impressa
    - Revistas
    - Livros
    - Jornais
    - Publicação

  - Gravação de som
    - Blu-ray
    - CD
    - DVD

## Grupos de mídia (média)

### No Brasil
- Grupo Abril — fundado por Victor Civita inclui as revistas Veja, Exame, Claudia, Superinteressante e Quatro Rodas, além das editoras Ática e Scipione que formam a Abril Educação.
- Grupo Bandeirantes de Comunicação — o maior grupo de rádio do país, duas redes abertas de TV, três canais segmentados, dois jornais, uma operadora de TV por assinatura e o portal Band.com.br.
- Grupo Bloch — propriedade de Adolpho Bloch, incluía a Bloch Editores publicadora da revista Manchete, a Rede Manchete e as estações de rádio Manchete e Manchete FM.
- Diários Associados — fundado por Assis Chateaubriand, é um dos maiores complexos de comunicação da América Latina reunindo 15 jornais — incluindo Correio Braziliense e o Diário de Minas, 12 emissoras de rádio, 8 emissoras de televisão (mídia trazida para o Brasil pelos Associados em 1950 através da PRF-3 TV Tupi de São Paulo), 9 portais incluindo o Uai e 5 sites.
- Grupo Estado — inclui o jornal O Estado de S. Paulo e a Eldorado FM.
- Grupo Folha — inclui o jornal Folha de S. Paulo e o portal de internet Universo Online (UOL)
- Grupo Globo — inclui hoje a Rede Globo, a programadora de TV paga Globosat, a Globo.com, os jornais O Globo, Extra e Expresso e o Sistema Globo de Rádio.
- Grupo Record – Hoje, a RecordTV cobre todo o Brasil e, através da RecordTV Internacional, está também em aproximadamente 150 países. O grupo também possui o portal R7, a Rádio Record, a Rede Família, a Record News, a Rádio Guaíba, a Rádio Sociedade da Bahia e o jornal Correio do Povo.
- Grupo RBS — Rede Brasil Sul (RBS) inclui a RBS TV. A RBS conta com três jornais, sete portais de Internet, uma gravadora, 15 emissoras de rádio e uma empresa de mobile marketing. Além disso, possui 12 emissoras de televisão afiliadas à Rede Globo, além de quatro novas em implantação, tornando-se a maior rede regional da América Latina. A rádio Rede Gaúcha Sat possui 110 emissoras afiliadas em nove estados brasileiros.
- Grupo Silvio Santos – O Sistema Brasileiro de Televisão (SBT) é o negócio mais expressivo no ramo de comunicações, mas o GSS também está presente na TV por assinatura através da TV Alphaville e da TV Cidade e em diversos outros setores de varejo à agricultura, passando por cosméticos, alimentos, produção teatral e bancos.

### Em Portugal
- Media Capital
- Impresa
- Rádio e Televisão de Portugal
- Global Media Group
- Medialivre
- News corporation
- Sony
- AMC Networks International Iberia
- Record
- Grupo Renascença Multimédia
- Impala
- Luso Canal
- Sonaecom SGPS
- A Bola
- Newshold
- Lena

### Em outros países
- BBC
- Bertelsmann
- Bonnier
- Canwest Global
- CBS Corporation
- Comcast Corporation
- Organización Cisneros
- Fox Enterprises
- The Walt Disney Company
- Fuji Media Holdings
- Hearst
- Lagardère Media
- Liberty Media
- Mediaset
- Naspers
- NBC Universal
- News Corporation
- Grupo PRISA
- E. W. Scripps Company
- Sony Corporation
- Televisa
- TF1 Groupe
- Time Warner
- The Times Group (distinto dos jornais "Times" da News Corporation)
- Turner Broadcasting System
- Univision
- Paramount Global
- Vivendi

## "Centro" e "Periferia"
Os meios de comunicação têm sido agrupados entre os de "centro" e "periferia", distinção que toma como base a atual Divisão Internacional do Trabalho (DIT). A diferenciação aplica-se também para descrever a conformação da mídia dentro dos próprios países, dentre eles o Brasil. Correspondem-se ao "centro" os meios de comunicação localizados em países onde se detecta o modelo "liberal" e "corporativista democrático" apresentados no livro Comparing Media Systems, de Daniel Hallin e Paolo Mancini (o que vale dizer, aqueles na Europa Ocidental, os Estados Unidos, Canadá, Japão e alguns meios do Oriente Médio, como o caso da Rede Al-Jazira). Já nos países onde aparece o modelo "pluralista polarizado", também apresentado por aqueles autores, funciona a mídia de periferia (nos países que rodeiam o Mar Mediterrâneo, Portugal, os da África, América Latina e da ex-União Soviética). Tanto os meios nos contextos do modelo corporativista democrático como do liberal têm como traços distintivos o desenvolvimento de uma imprensa comercial que reivindica ser politicamente neutra, e se estrutura em torno do modelo de jornalismo informativo, um papel mais discreto desempenhado pelo Estado no sistema midiático. Apresentaram o desenvolvimento precoce da imprensa comercial de massa e um grau de profissionalização dos jornalistas, com relativa independência em relação ao Estado. Já a mídia inserida no modelo pluralista polarizado está situada nos países em desenvolvimento ou "periféricos", e apresenta baixo profissionalismo da imprensa, forte dependência da verba pública e do Estado, atuação de agentes políticos na prática jornalística e uma série de articulações de reprodução e relacionamento entre as mídias localizadas nas grandes capitais e as das diferentes regiões de cada país.

### No Brasil
Essa mesma lógica de centro/margem tem sido detectada dentro do Brasil, numa divisão interna que diferencia entre "meios nacionais" e "meios do interior", aplicando a divisão entre centro e periferia em escala sub-nacional. A mídia central, das capitais São Paulo, Rio de Janeiro e Brasília, onde se concentram empresas midiáticas de maior aporte tecnológico e financeiro; e as mídias periféricas, composta por grupos midiáticos dos demais estados, descritos como regionais. Estas mídias passaram a ser descritas pela ausência de características atribuídas à mídia de centro tais como profissionalismo, autonomia financeira e editorial.

### Crítica
Essa diferenciação entre centro e periferia é criticada tanto no plano internacional quanto no caso do Brasil, argumentando-se que a divisão apresenta lacunas e se mostra insuficiente para descrever tanto o âmbito nacional, que necessita dos grupos regionais para expandir as redes de radiodifusão, como do ponto de vista do regional, conceito aglutinador de uma multiplicidade de arranjos e estruturas midiáticas. A visão de uma suposta inferioridade do espaço regional foi reforçada por estudos em comunicação produzidos geralmente por autores da região Sudeste do Brasil (Rio de Janeiro e São Paulo), ocasionando assim uma supervalorização das mídias instaladas no eixo Centro-Sul (tratadas como nacionais), e desmerecendo as especificidades de outros meios locais. O trabalho de Albuquerque e Pinto destaca que a mídia brasileira caracterizada como "local" ou "regional" tem apresentado importantes avanços nos últimos tempos, tais como o investimento em tecnologia e capacitação de recursos humanos, autossuficiência financeira e novas articulações de produção com meios e agências de nível internacional.